# Nephrotoma nigrolutea
Nephrotoma nigrolutea är en tvåvingeart som först beskrevs av Luigi Bellardi 1859.  Nephrotoma nigrolutea ingår i släktet Nephrotoma och familjen storharkrankar. Inga underarter finns listade i Catalogue of Life.